# Motor rotativo

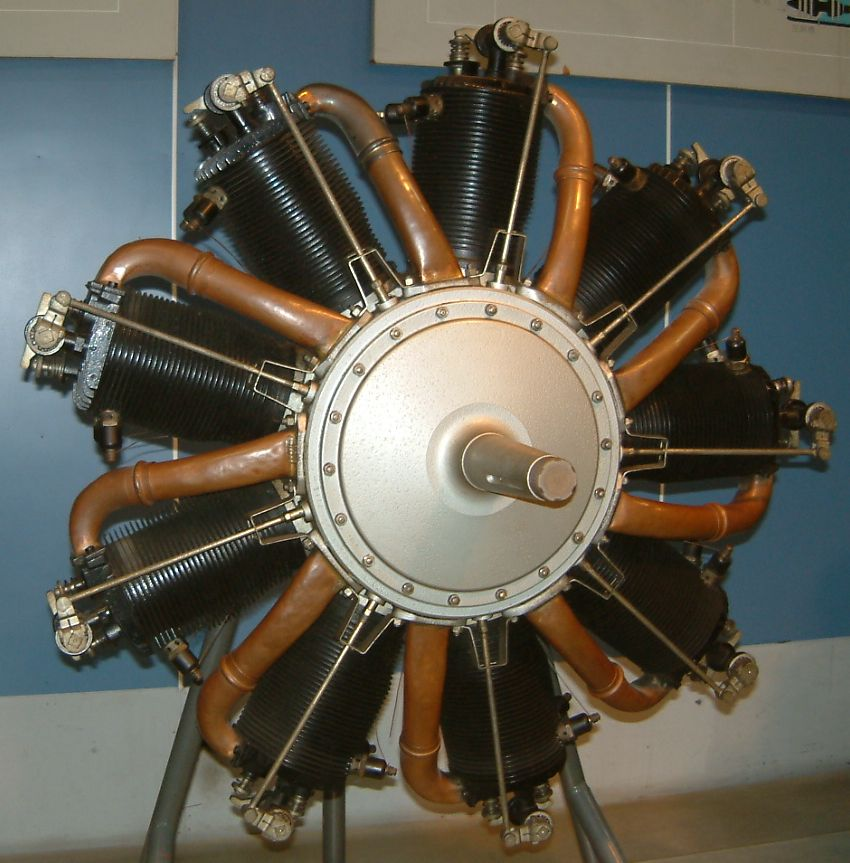
Le Rhône 9C, un típico motor rotativo de la PGM. Los caños de cobre transportan la mezcla aire-combustible del cárter a las cabezas de cilindros.

Animación del funcionamiento de un motor rotativo.

El motor rotativo fue uno de los primeros tipos de motores de combustión interna en el cual el cigüeñal permanece fijo y el motor entero gira a su alrededor. El diseño fue muy usado en los años anteriores a la Primera Guerra Mundial y durante esta para propulsar aviones, y también en algunos de los primeros automóviles y motocicletas.
A principios de los años 20 del siglo XX, el motor rotativo comenzó a volverse obsoleto, principalmente debido a su bajo par motor, consecuencia de la forma en que trabaja el motor. También estaba limitado por su restricción inherente dada por la forma de aspirar la mezcla de aire/combustible a través del cigüeñal y cárter hueco, que afectan directamente a su rendimiento volumétrico. Sin embargo, en su tiempo fue una solución muy eficiente para los problemas de potencia, peso y fiabilidad.

## Descripción
Un motor rotativo es en esencia un motor de ciclo Otto, pero en lugar de tener un bloque de cilindros con un cigüeñal rotatorio como en el motor radial, este permanece fijo y es el bloque de cilindros entero el que gira a su alrededor. En la mayoría de los casos, el cigüeñal está sólidamente fijado a la estructura del avión, y la hélice se encuentra atornillada al frente del cárter.
La rotación de la mayor parte de la masa del motor produce un poderoso volante con efecto giroscópico, que suavizan la entrega de potencia y reduce las vibraciones. Las vibraciones eran un serio problema en los motores de pistón convencionales, que obligaban a añadir pesadas hélices. Debido a que los cilindros funcionaban en sí mismos como un volante, los motores rotatorios tienen una relación peso-potencia más ventajosa que los motores convencionales. Otra ventaja es una refrigeración mejorada, dado que el bloque de cilindros al girar producen su propio flujo de aire, incluso cuando el avión se encuentra en tierra detenido.
La mayoría de los motores rotatorios tienen los cilindros dispuestos alrededor del eje central, hacia afuera, como en el motor radial, pero hay también motores bóxer rotatorios, e incluso monocilíndricos.
Al igual que los motores radiales, los rotatorios se construyen con un número de cilindros impar (usualmente 7 o 9), para obtener un orden de encendido coherente, proporcionando un funcionamiento suave. Motores rotatorios con cilindros en número par, son comúnmente del tipo en "doble estrella".

### Diferencia entre motores "Rotativos" y "Radiales"
Los motores rotatorios y radiales tienen un aspecto similar cuando no están en marcha y pueden confundirse fácilmente, debido a que ambos tienen la configuración de cilindros dispuestos alrededor de un eje central. A diferencia del motor rotatorio, sin embargo, el motor radial utiliza un cigüeñal convencional girando en un bloque fijo.

## Control del motor rotativo
A menudo se afirma que los motores rotatorios no tenían carburador y, por lo tanto, la potencia solo podía reducirse cortando en forma intermitente el encendido usando un interruptor, el cual ponía en masa el magneto cuando era presionado, quitando la corriente a las bujías. Sin embargo, los motores rotatorios tenían un carburador simple que combinaba un chorro de combustible con una válvula del tipo solapa para regular la entrada de aire. Al contrario que en los carburadores modernos, no podían mantener la mezcla de aire/combustible constante a lo largo del rango de apertura de la válvula; para ello, el piloto colocaba el "acelerador" en la posición deseada (usualmente, todo abierto) y entonces ajustaba la mezcla utilizando un control de "ajuste fino" que manejaba la válvula de combustible.
Debido a la gran inercia de los motores rotatorios, es posible ajustar la mezcla aire/combustible por prueba y error sin perder velocidad. Después de arrancar el motor con una configuración conocida, que le permita funcionar en vacío, la válvula de paso de aire se abre hasta obtener la máxima velocidad del motor. Debido a que el proceso inverso es más difícil, a veces se realiza cortando temporalmente la ignición.
Para mediados de la Primera Guerra Mundial, se hizo necesaria alguna forma de controlar la aceleración para permitir a los pilotos volar en formación, introduciendo carburadores mejorados los cuales permitían reducir la potencia hasta en un 25 %. El piloto podía colocar la válvula de aire en la posición deseada, entonces se reajustaba la mezcla aire/combustible. Pilotos experimentados periódicamente desaceleraban en forma suave para asegurarse que la mezcla no era muy rica: una mezcla pobre era preferible, ya que la recuperación de la potencia era inmediata cuando el suministro de combustible se incrementaba, mientras que una mezcla demasiado rica podía tardar hasta 7 segundos para recuperarse, y también podía causar carbonización de las bujías y los cilindros y ahogar el motor.
El Gnome Monosoupape fue una excepción a esta regla, ya que la entrada de aire se hacía a través de la válvula de escape, y no podía controlarse por la entrada del cárter. Por lo tanto el Monosoupape tenía un solo control que permitía regular la velocidad en un rango limitado. Los primeros modelos tenían una sincronización de válvulas variable para tener un mejor control, pero esto ocasionaba que las válvulas se quemaran, y fue abandonado.
Los modelos posteriores continuaron usando el corte de la ignición para el aterrizaje. Más tarde fueron equipados con interruptores de ignición para el aterrizaje que cortaban algunos de los cilindros, no todos, para asegurarse que el motor continuara funcionando. Unos pocos rotatorios cortaban los 9 cilindros, por lo general, se mantenían funcionando 1, 3 o 6 cilindros. Algunos Monosoupape de 9 cilindros tenían un selector que cortaba seis cilindros, cortando un cilindro cada tres revoluciones del motor, manteniendo así el motor en perfecto equilibrio. Alguna documentación relacionada con el Fokker Eindecker muestra un interruptor selector rotatorio para cortar un número seleccionado de cilindros que sugiere que los motores rotativos alemanes también lo hacían.
En 1918 un manual de Clerget advertía que todo el control necesario del motor debía hacerse con el acelerador, y el apagado y encendido del motor debía hacerse abriendo y cerrando el paso del combustible. Los pilotos debían evitar usar el corte de la ignición para evitar daños en el motor.
El interruptor de encendido, sin embargo, aún se recomienda hoy día para el aterrizaje de aviones con motor rotatorio, ya que ofrece un control de la potencia del motor más rápida y fiable. El procedimiento de aterrizaje usando el corte de ignición se utiliza junto con el corte de combustible, dejando el interruptor encendido. El viento sobre la hélice permite al motor continuar girando sin entregar potencia, mientras el avión desciende. Es importante mantener la ignición encendida para que las bujías continúen emitiendo chispas, evitando que el motor se ahogue, y permitiendo arrancar el motor fácilmente abriendo el paso del combustible. Si el piloto apaga el motor cortando el encendido sin cerrar el paso del combustible, este continuará pasando a través del motor y se acumulará gran cantidad de mezcla en la cubierta. Esto podía ocasionar un incendio, o que las bujías se empasten evitando que el motor arranque nuevamente.

## Historia

### Millet

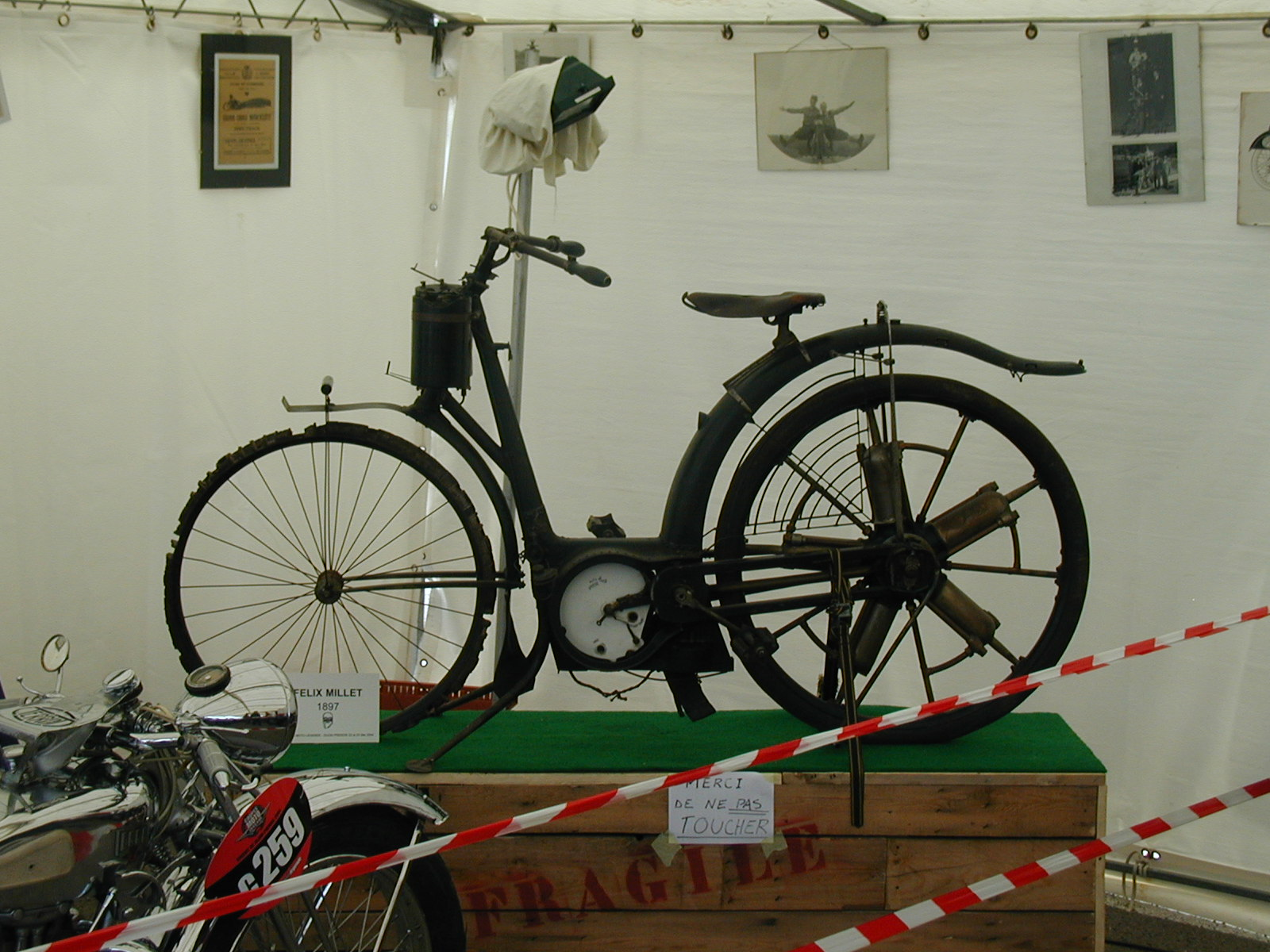
Una motocicleta Félix Millet de 1897.

Félix Millet expuso un motor rotatorio de 5 cilindros montado en la rueda de una bicicleta en la Exposición Universal de París en 1889. Millet patentó el motor en 1888, por lo que debe considerárselo como el pionero de los motores rotatorios de combustión interna. Un vehículo equipado con este motor tomó parte de la carrera Paris-Bordeaux-Paris  de 1895 y el sistema entró en producción por Darracq en 1900.

### Hargrave
Lawrence Hargrave desarrolló su primer motor rotatorio en 1889 usando aire comprimido, con la intención de usarlo en vuelo propulsado. El peso de los materiales y la pobre calidad del mecanizado de las piezas impidieron usarlo en forma efectiva.

### Balzer
Stephen Balzer de Nueva York, un ex relojero, construyó motores rotatorios en la década de 1890. Él estaba interesado en este sistema principalmente por dos razones:
- Para generar 75 kW (100 HP) a bajas rpm, lo cual era usual en esa época, el pulso resultante de cada explosión era muy grande. Para transmitir esa potencia al aire, era necesario usar hélices muy grandes, lo que agregaba peso. En los rotatorios el motor mismo funciona como volante de inercia, por lo que las hélices pueden ser más livianas con el mismo tamaño.
- Los cilindros tienen un buen flujo de aire para refrigeración, incluso cuando el motor está montado en la parte trasera del avión, lo cual era importante en una época en que la limitada velocidad obtenible en los aviones limitaban la circulación de aire a través del motor, y las aleaciones de la época no eran tan avanzadas como las de hoy. Los primeros diseños de Balzer no poseían aletas de refrigeración, lo cual se haría una característica común en los motores refrigerados por aire.

Balzer produjo un motor rotatorio de 3 cilindros para automóviles en 1894, y luego se involucró en el proyecto del Aerodrome de Langley, lo que lo llevó a la bancarrota al intentar realizar versiones mucho más grandes de sus motores. Posteriormente, los motores rotatorios de Balzer fueron convertidos a motores radiales convencionales por su asistente, Charles Manly.

### De Dion-Bouton
La famosa compañía De Dion-Bouton produjo un motor rotatorio experimental de 4 cilindros en 1899. Estaba destinado al uso aeronáutico, pero nunca fue montado en un avión.

### Adams-Farwell
El Adams-Farwell fue otro de los primeros motores rotatorios estadounidense que empezó siendo fabricado para automóviles en 1901. Emil Berliner patrocinó su desarrollo como un motor liviano para sus helicópteros experimentales que nunca tuvieron éxito. Los motores Adams-Farwell posteriormente equiparon aviones de ala fija en Estados Unidos después de 1910. También se ha afirmado que el diseño de Gnome se obtuvo a partir del de Adams-Farwell, debido a que un automóvil Adams-Farwell fue mostrado al Ejército francés en 1904. Al contrario que los motores Gnome posteriores, el Adams-Farwell rotatorio tenía válvulas de admisión y escape convencionales montadas en la cabeza del cilindro.

### Gnome
El motor Gnome fue un trabajo de los tres hermanos Seguin, Louis, Laurent, y Augustin. Eran buenos ingenieros y nietos del famoso ingeniero francés Marc Seguin. En 1906 el hermano mayor, Louis, formó la Société des Moteurs Gnôme para construir motores estacionarios de uso industrial, adquiriendo a la Motorenfabrik Oberursel la licencia para producir el motor estacionario monocilíndrico.
Luis estuvo acompañado por su hermano Laurent, quien diseñó un motor rotatorio específicamente para uso en aviones, utilizando los cilindros del motor Gnom. El primer motor experimental de los hermanos tenía 5 cilindros el cual erogaba una potencia de 25 kW (34 HP), siendo radial en lugar de rotativo. Luego cambiaron por el diseño rotativo para conseguir una mejor refrigeración, y el primer motor de producción, el "Omega" de 7 cilindros y 37 kW (50 HP), fue mostrado en la exhibición de automóviles de París de 1908. El Gnome Omega N.º 1 aún existe, siendo adquirido y preservado por el difunto Almirante retirado Lauren S. McCready, su último propietario privado, y ahora se encuentra en la colección del Museo Nacional del Aire y el Espacio del Instituto Smithsoniano. Los Seguin usaron la mejor aleación disponible entonces, acero al níquel, recientemente desarrollada, y mantuvieron el paso bajo maquinando los componentes desde piezas de metal sólidas; las paredes de los cilindros del Gnome de 50 HP eran de sólo 1,5 mm de espesor y las bielas tenían profundos canales centrales para reducir peso. Mientras que la relación cilindrada-potencia era baja, la relación peso-potencia era extraordinaria, con 1 HP por kg.
El año siguiente, 1909, el inventor Roger Ravaud colocó uno en su Aéroscaphe, una combinación de hidroala/avión, el cual entró en el concurso de aviones y botes a motor de Mónaco. Sin embargo, el motor se hizo popular cuando Henri Farman lo usó en el famoso avión Rheims, ganando el Grand Prix con la mayor distancia cubierta en un vuelo sin detenerse (180 km), y creando también un récord por el vuelo de mayor duración.
El primer hidroavión exitoso, el Le Canard de Henri Fabre, fue realizado con un motor Gnome Omega el 28 de marzo de 1910 cerca de Marsella.
La producción de los motores rotativos Gnome creció rápidamente, con cerca de 4000 unidades construidas antes de la Primera Guerra Mundial, incrementándose la potencia del Omega hasta 60 kW (80 HP), e incluso hasta 82 kW (110 HP). Para los estándares de otros motores de la época, el Gnome era considerado confiable, acreditándose como el primer motor capaz de funcionar durante diez horas entre revisiones.
En 1913 los hermanos Seguin introdujeron la nueva serie Gnome Monosoupape ("monoválvula"), la cual no tenía válvulas de admisión, contando con una sola válvula de escape en cada cabeza de cilindro, con una entrada de aire duplicada. Cada cilindro tenía lumbreras en el extremo inferior, del tipo de las usadas en los motores de dos tiempos, comunicadas con el cárter. La velocidad del motor se controlaba variando el tiempo de apertura de las válvulas de escape usando palancas que actuaban sobre los botadores, un sistema que luego fue abandonado debido a que se quemaban las válvulas. El peso del Monosoupape fue ligeramente menor al modelo anterior de dos válvulas y usaba menos aceite. El Monosoupape de 100 HP contaba con 9 cilindros, y desarrollaba su potencia nominal a las 1200 rpm.
Los motores rotativos producidos por las compañías Clerget y Le Rhône usaban botadores y válvulas convencionales en las cabezas de cilindro, pero con el mismo principio de conducir la mezcla a través del cárter, teniendo el Le Rhône unos conductos de cobre en cada uno, muy visibles, que llevaban la mezcla del cárter a la parte superior de los cilindros.
El Gnome Lambda de 60 kW (80 HP) era el estándar cuando comenzó la Primera Guerra Mundial, y rápidamente fue usado en numerosos diseños de aviones. Era tan bueno que fue licenciado a varios fabricantes, incluida la Motorenfabrik Oberursel alemana, firma que diseñó el motor Gnom original. Oberursel fue luego comprada por Fokker, cuyo copia del Gnome Lambda de 80 HP fue conocida como el Oberursel U.0. No era extraño que desde la segunda mitad de 1915, los Gnômes franceses, como los que equipaban los primeros ejemplares del biplano Bristol Scout, entablaran combate con las versiones alemanas, instalados en los Fokker E.I Eindeckers.

## Primera Guerra Mundial
La relación peso/potencia de los rotativos fue su mayor ventaja. Mientras que los aviones más pesados y grandes usaban casi exclusivamente motores en línea convencionales, muchos diseñadores de cazas prefirieron motores rotativos hasta el final de la guerra.
Los rotativos tenían muchas desventajas, siendo la más notable el alto consumo de combustible, en parte debido a que el motor se usaba normalmente totalmente acelerado, y también porque las válvulas estaban abiertas menos tiempo que el ideal. La masa rotatoria del motor hacía también un importante efecto giroscópico. En el vuelo recto el efecto no era aparente, pero al tomar virajes era muy pronunciado. Debido a la dirección de las fuerzas, los giros a la izquierda requerían algo más de esfuerzo y eran un poco más lentos, combinados con una tendencia a levantar la nariz, mientras que los giros a la derecha eran casi instantáneos, con tendencia a bajar el morro. En algunos aviones esto podía ser ventajoso en situaciones como el combate aéreo, mientras que el Sopwith Camel lo sufría hasta el punto que requería aplicar timón a la izquierda para hacer giros a la izquierda y derecha, y podía ser extremadamente peligroso si se hacía a plena potencia en la cima de un rizo a baja velocidad. Los pilotos de Camel eran entrenados para hacer sus primeros giros bruscos a la derecha sólo a alturas superiores a 300 m.
Incluso antes de la Primera Guerra Mundial se intentó superar el problema de la inercia de los motores rotativos. Ya en 1906 Charles Benjamin Redrup presentó al Royal Flying Corps en Hendon un motor 'Sin Reacción' en el cual el cigüeñal giraba en un sentido y el bloque de cilindros en el opuesto, cada uno moviendo una hélice. Un posterior desarrollo de este fue el motor 'Hart' de 1914 diseñado por Redrup, el cual tenía una sola hélice conectada al cigüeñal, pero rotaba en dirección opuesta al bloque de cilindros, cancelando así gran parte del par giroscópico. Resultó ser muy complicado para el Ministerio del Aire y Redrup cambió el diseño a un motor radial fijo el cual se usó más tarde en los aviones Vickers FB12b y FB16.
A medida que la guerra progresaba, los diseñadores de aviones demandaban cada vez más potencia. Los motores en línea eran capaces de satisfacer esta demanda, aumentando el límite máximo de rpm lo que significaba más potencia. Mejoras en los tiempos de apertura de las válvulas, sistemas de encendido y materiales más livianos hicieron posible aumentar el número máximo de revoluciones de los motores, y para el fin de la guerra, el motor promedio había subido el límite de 1200 a 2000 rpm. El rotativo no podía hacer esto debido al arrastre de los cilindros a través del aire. Por ejemplo, en un modelo de principios de la guerra de 1200 rpm, se incrementó solo a 1400 rpm con un incremento del arrastre de los cilindros del 36 %, debido a que el arrastre del aire sube con el cuadrado de la velocidad. A bajas rpm, el arrastre puede ser simplemente ignorado, pero a medida que suben las rpm, el motor rotatorio destina más y más potencia a hacer girar el propio motor, dejando cada vez menos potencia para aplicar a la hélice.
Un ingenioso intento de rescatar el diseño fue realizado por Siemens AG. El cárter (con la hélice colocada directamente en el frente del mismo) y los cilindros giraban en sentido antihorario a 900 rpm, mientras que el cigüeñal y otros componentes internos giraban en sentido horario a la misma velocidad. Esto se logró mediante la utilización de engranajes cónicos en la parte posterior del cárter, lo que resultó en el Siemens-Halske Sh.III, funcionando a 1800 rpm con un par neto bajo. Aparentemente, fue el único motor rotativo en usar un carburador normal, controlado por un acelerador convencional, del mismo tipo a los usados en los motores en línea. Utilizado en el caza Siemens-Schuckert D.IV, el nuevo motor creó lo que para muchos fue el mejor diseño de avión de caza de la guerra.
Un nuevo avión con motor rotativo, el D.VIII de Fokker, fue diseñado por lo menos en parte, para proporcionar algún uso a las reservas del motor Ur.II de 82 kW (119 HP) de la fábrica Oberursel, clon del Le Rhône 9J.

## Posguerra
Para cuando terminó la guerra, el motor rotativo se había vuelto obsoleto, y dejó de usarse rápidamente. La Royal Air Force británica fue probablemente quien los usó más tiempo; el caza estándar de la RAF de posguerra era el Sopwith Snipe, que utilizaba el motor rotativo Bentley BR2, y el entrenador estándar, el Avro 504K, tenía un montaje universal que le permitía usar varios tipos diferentes de rotativos de baja potencia, de los cuales existían gran cantidad como excedentes de guerra. Sin embargo, el bajo costo de los motores de rezago tenía que equilibrarse con la pobre eficiencia en el consumo de combustible y los gastos de funcionamiento del sistema de lubricación.
Para mediados de los años '20, los rotativos fueron más o menos desplazados completamente por la nueva generación de motores radiales enfriados por aire.

## Uso en autos y motos
Aunque los motores rotativos se utilizaron sobre todo en aviones, unos pocos autos y motos fueron construidos con este motor. La más famosa motocicleta (probablemente porque ganó muchas carreras) es la Megola, la cual tenía un motor rotatorio dentro de la rueda delantera. Otra moto con motor rotatorio fue la Redrup Radial de 1912 de Charles Redrup, la cual tenía un motor rotativo de 303 cc que equipó a varias de las motos de Redrup.
En 1904 el motor Barry, también diseñado por Redrup, fue fabricado en Gales: un motor rotativo boxer de 2 cilindros de 6,5 kg de peso fue montado dentro del marco de la motocicleta.
En los '40, Cyril Pullin desarrolló el Powerwheel, una rueda con un rotativo monocilíndirco, con embrague y freno de tambor en el cubo, pero nunca entró en producción.
Autos con motores rotativos fueron construidos por compañías estadounidenses como Adams-Farwell, Bailey, Balzer e Intrepid, entre otros.

## Otros motores rotativos
Además de la configuración descrita en este artículo con los cilindros en movimiento alrededor de un eje fijo, muchos otros diseños diferentes son también llamados motores rotativos. El más notable, el motor sin pistones Wankel ha sido usado en automóviles (por NSU en el Ro80 y por Mazda en varios autos como la serie RX, la cual incluye los populares RX-7 y RX-8), así como también algunas aplicaciones experimentales aeronáuticas.

## Fuente
- Esta obra contiene una traducción  derivada de «Rotary engine» de Wikipedia en inglés, publicada por sus editores bajo la Licencia de documentación libre de GNU y la Licencia Creative Commons Atribución-CompartirIgual 4.0 Internacional.

- Datos: Q1043622
- Multimedia: Rotary aircraft engines / Q1043622